# Szungdzsongvon
A Szungdzsongvon (hangul: 승정원 , handzsa: 承政院, RR: Seungjeongwon) Csoszon (Joseon) koreai állam kancelláriájának megnevezése. Az intézményt 1401-ben hozta létre Thedzsong (Taejong) király és 1894-ben, a Kapo-reformok idején szűnt meg.
A kancellárián hat titkár (szungdzsi (seungji), 승지, 承旨) dolgozott, akiknek feladata a hat minisztérium és a király közötti kommunikáció volt. Mellettük dolgozott két írnok (csuszo (juseo), 주서, 注書), akik a királyi udvar napi történéseit jegyezték le igen részletesen. A titkároknak és az írnokoknak éjjel-nappal készenlétben kellett lenniük.
A kancellária által vezetett feljegyzések neve Szungdzsongvon ilgi (Seungjeongwon ilgi), melyekből mára csupán 3243 kötet maradt fenn, a többi elpusztult. A feljegyzések az UNESCO A világ emlékezete programjának részét képezik.